# Astor Piazzolla
Ástor Pantaleón Piazzolla [ˈastoɾ pantaleˈon pjaˈtsola] (Mar del Plata, 1921. március 11. – Buenos Aires, 1992. július 4.) César-díjas argentin zeneszerző, harmonikás, zenekarvezető.

## Élete
Nyolcéves korában kapta az apjától az első bandoneónját (többnyire nyolcszögletű gombos harmonika). Tizenkét évesen kezdett klasszikus zenét tanulni a magyar származású Wilda Béla zongoristától.
Gyermekkorát Bronxban töltötte. 1937-ben tért haza, majd Buenos Airesbe költözött. 1940-ben Arthur Rubinstein összehozta Alberto Ginastrerával. Piazzolla megismerte a kortárs zeneszerzők műveit. Szimfóniákat, concertókat, szonátákat és kamarazenét komponált. 1954-ben egy párizsi ösztöndíjjal Nadia Boulanger növendéke lett.
1986-ban César-díjat kapott az El Exilio de Gardel című film zenéjéért.
Életművével a tangót és a bandoneónt a komolyzene részévé tette. Gidon Kremer (egykor szovjet) hegedűművész Piazzollát népszerűsítő tevékenysége nagyban hozzájárult ehhez.
Zenéjére legnagyobb hatással a tangó, a dzsessz és Johann Sebastian Bach volt. Mind összhangzattanilag, mind formailag rengeteg hasonlóság fedezhető fel Bach és Piazzolla zenéje között.
Több mint ezer zenedarabja maradt fenn, amelyeket a nagy koncerttermektől a kis klubokig világszerte előadnak.
Leghíresebb művei:
- Buenos Aires
- Adios Nonino
- Maria de Buenos Aires (opera)
- Libertango
- Oblivion

## Diszkográfia
| - 1975 – Libertango - 1986 – Astor Piazzolla Plays Astor Piazzolla - 1986 – Tristezas de un Doble A - 1987 – Astor Piazzolla: The Central Park Concert - 1987 – Suite for Vibraphone and New Tango Quintet - 1987 – Sur - 1988 – Concierto para Bandoneon - 1988 – The New Tango - 1989 – Tangos - 1989 – Tanguedia de Amor - 1990 – La Camorra: La Soledad de la Provocacion Apasiona - 1990 – Lumiere | - 1990 – Vanguardistas del Tango - 1990 – Astor Piazzolla - 1990 – Libertango - 1991 – Astor Piazzolla & Alberto Ginastera - 1991 – Adios Nonino - 1991 – Maria de Buenos Aires - 1992 – Tango: Zero Hour - 1992 – Music for Two Guitars - 1992 – Ballet Tango - 1992 – The Vienna Concert - 1992 – Luna - 1992 – Woe |